# 포세이돈 어드벤처 2
《포세이돈 어드벤처 2》(Beyond The Poseidon Adventure)는 1979년 재난 영화이다.

## 줄거리
대서양을 향해 중인 포세이돈호에 산더미 같은 파도가 덮치면서 호화 여객선이 침몰한다. 근처를 항해 중인 서베이지호 선장과 다른 한 사람은 귀중품을 노리고 여객선에 침입, 곧 호화 여객선내에 엄청난 음모와 사건들이 벌어진다.

## 출연

### 주연
- 마이클 케인
- 피터 보일
- 마크 하몬

### 조연
- 칼 말든
- 슬림 픽컨스
- 텔리 사바라스
- 잭 워든
- 샐리 필드
- 베로니카 하멜
- 셜리 존스
- 셜리 나이트

## 기타
- 원작자: 폴 갈리코
- 미술: E. 프레스턴 아메스